# Dumontinia
Dumontinia is een monotypisch geslacht van schimmels behorend tot de familie Sclerotiniaceae. Het bevat alleen Dumontinia tuberosa.